# Ustroń
Ustroń is een stad in het Poolse woiwodschap Silezië, gelegen in de powiat Cieszyński. De oppervlakte bedraagt 58,92 km², het inwonertal 15.415 (2005).

## Verkeer en vervoer
- Station Ustroń
- Station Ustroń Polana

## Partnersteden
- Piešťany (Slowakije)

## Geboren
- Jan Gomola (1941-2022), voetballer

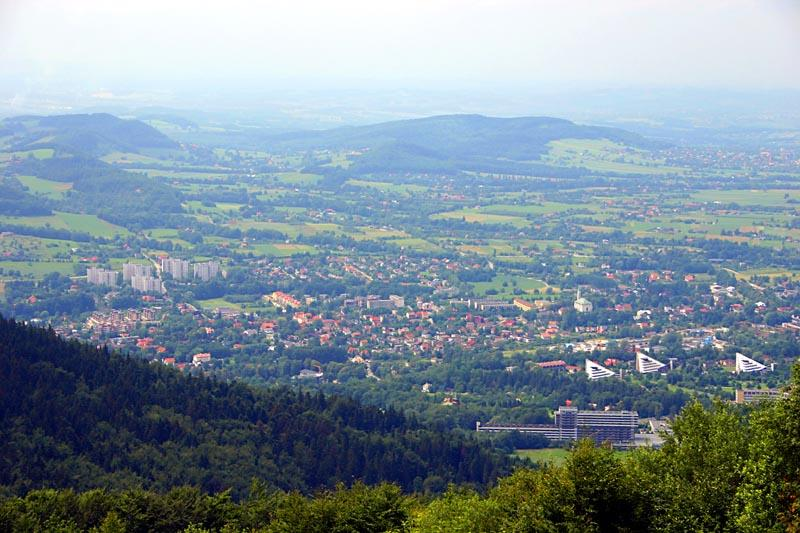